# Kealaka'i Maiava
Kealaka'i Maiava (Wailuku, 3 giugno 1989) è un ex giocatore di football americano statunitense che ha giocato come offensive tackle.
Dopo aver giocato per due squadre universitarie ha firmato nel 2013 con i giapponesi Obic Seagulls.

## Famiglia
Suo nonno Neff Maiava è stato un campione di wrestling; è nipote di Dwayne Johnson.
Oltre allo zio, nella sua famiglia hanno giocato a football americano anche il padre Scott Mahoney e il fratello maggiore Kaluka.